# Charlot garçon de café
Pour plus de détails, voir Fiche technique et Distribution.
Charlot garçon de café (Caught in a Cabaret) est une comédie burlesque américaine de Mabel Normand avec Charlie Chaplin, sortie le 27 avril 1914 aux États-Unis.

## Synopsis
Charlot est garçon de café dans un bar dansant. Pendant sa pause au parc, Charlot aperçoit Mabel, une jeune fille de la bonne société, qui se fait agresser par un homme. Le fiancé de Mabel étant trop peureux pour lui venir en aide, Charlot intervient et chasse le malotru.
Pour pouvoir tenter sa chance auprès de Mabel, Charlot se présente comme l'ambassadeur de Grèce (dans la version américaine). Mabel et sa famille décident alors de l'inviter à la garden party qu'ils organisent. Charlot accepte, mais doit d'abord retourner au bar.
Sur le chemin du retour, Charlot est suivi en cachette par le fiancé de Mabel, qui se rend compte de la supercherie. Après s'être fait remonter les bretelles par son patron à cause de son retard, Charlot se rend comme promis à la petite fête chez Mabel, où il ne peut s'empêcher de boire jusqu'à en devenir saoul. Ne se sentant pas très bien, il décide de partir, et retourne à son travail. 
Le fiancé est agacé par le jeu de Charlot, et pour en finir avec cet imposteur propose à tous les convives une virée dans les bas-fonds de la ville, et plus particulièrement dans un bar-dancing, celui de Charlot. Mabel y découvre alors le vrai visage de Charlot. S'ensuit une bagarre générale, où Charlot recevra son dû, à savoir une gifle de Mabel.

## Fiche technique
- Titre : Charlot garçon de café
- Titre original : Caught in a Cabaret
- Autre titre : The Jazz Waiter[1]
- Réalisation : Mabel Normand
- Scénario : Mabel Normand et Charlie Chaplin
- Photographie : Frank D. Williams
- Producteur : Mack Sennett
- Studio de production : The Keystone Film Company
- Distribution : Mutual Film Corporation
- Pays : États-Unis
- Format : Noir et blanc - 1,37:1 - Format 35 mm
- Langue : film muet intertitres anglais
- Genre : Comédie
- Durée : deux bobines (16 minutes)
- Date de sortie : 
  - États-Unis : 27 avril 1914

## Distribution
Source principale de la distribution :
- Charlie Chaplin : Charlot le garçon de café
- Mabel Normand : Mabel
- Harry McCoy : le fiancé de Mabel
- Chester Conklin : un garçon de café/un passant
- Edgar Kennedy : le tenant du café
- Minta Durfee : une cliente du cabaret/une fille dans le parc
- Phyllis Allen : une cliente du cabaret
- Josef Swickard : le père de Mabel
- Alice Davenport : la mère de Mabel
- Gordon Griffith : un garçon dans le parc
- Alice Howell : une invitée à la garden party
- Hank Mann : le client du cabaret avec un bandeau sur l'œil
- Wallace MacDonald : un invité à la garden party

Reste de la distribution non créditée
- Dan Albert : un client au cabaret/un invité à la fête
- Glen Cavender : le pianiste
- Nick Cogley : l'homme qui défend le gamin
- Ted Edwards : un chanteur
- Billy Gilbert : un client au cabaret
- William Hauber : le voleur dans le parc
- Bert Hunn : un client/un serveur à la fête
- Grover Ligon : le barman
- Gene Marsh : une femme de chambre
- Eva Nelson : une cliente au cabaret
- Al St. John : un chanteur
- Mack Swain : le client difficile/un invité/le père du gamin